# Darkness Before Dawn (película de 1993)
Darkness Before Dawn es una película estadounidense de drama de 1993, dirigida por John Patterson, escrita por Karen Hall, musicalizada por Peter Manning Robinson, en la fotografía estuvo Kenneth Zunder y los protagonistas son Meredith Baxter, Stephen Lang y Gwynyth Walsh, entre otros. El filme fue realizado por Diana Kerew Productions y Hearst Entertainment Productions; se estrenó el 15 de febrero de 1993.

## Sinopsis
Una enfermera de una clínica para adictos se enamora y contrae matrimonio con un paciente. Ambos entran en una profunda adicción, mientras, tratan de sostener su relación y una familia.